# Camp de Morvedre
El Camp de Morvedre és una comarca costanera del centre del País Valencià. Situada a la província de València, amb capital a Sagunt. El seu nom al·ludeix a l'antiga denominació de Morvedre, nom que va rebre Sagunt fins al segle xix.
El nom de Morvedre procedeix del llatí muri veteri i significa «Murs Vells» en una al·lusió a l'antiguitat de la població de Morvedre i de les seves muralles defensives.

## Geografia
Limita pel nord amb la Plana Baixa, a l'est amb la mar Mediterrània, al sud amb l'Horta Nord, i a l'oest amb el Camp de Túria i l'Alt Palància.

## Municipis
Les dades bàsiques dels «16 municipis», amb les xifres de població del padró municipal d'habitants 2023, són:
| Municipi               | Habitants (2023) | Sup. (km²) | Dens. (2023) (hab./km²) |
| ---------------------- | ---------------- | ---------- | ----------------------- |
| Sagunt                 | 70.128           | 132,4      | 529,7                   |
| Canet d'en Berenguer   | 7.265            | 3,8        | 1.911,8                 |
| Gilet                  | 3.818            | 11,3       | 337,9                   |
| Faura                  | 3.619            | 1,6        | 2.261,9                 |
| Benifairó de les Valls | 2.320            | 4,4        | 527,3                   |
| Quartell               | 1.672            | 3,2        | 522,5                   |
| Estivella              | 1.598            | 20,9       | 76,5                    |
| Albalat dels Tarongers | 1.428            | 21,3       | 67,0                    |
| Algímia d'Alfara       | 1.109            | 14,5       | 76,5                    |
| Petrés                 | 1.096            | 1,9        | 576,8                   |
| Quart de les Valls     | 1.050            | 8,4        | 125,0                   |
| Torres Torres          | 745              | 11,8       | 63,1                    |
| Benavites              | 674              | 4,3        | 156,7                   |
| Alfara de la Baronia   | 611              | 11,7       | 52,2                    |
| Algar de Palància      | 527              | 13,2       | 39,9                    |
| Segart                 | 166              | 6,6        | 25,2                    |
| Camp de Morvedre       | 97.826           | 271,2      | 360,7                   |

## Història
La comarca del Camp de Morvedre és de creació moderna, l'any 1989, i comprèn l'antiga comarca de les Valls de Morvedre, i part de la històrica Calderona. Aquestes comarques antigues apareixen al mapa de comarques d'Emili Beüt "Comarques naturals del Regne de València" publicat l'any 1934.

## Llengua
El Camp de Morvedre està situada dins l'àmbit lingüístic valencianoparlant.

## Delimitacions històriques
Aquesta comarca és de creació moderna, l'any 1989, i comprèn l'antiga comarca de la Vall de Segó, i part de la històrica Calderona. Aquestes comarques antigues apareixen al mapa de comarques d'Emili Beüt Comarques naturals del Regne de València publicat l'any 1934. Amb anterioritat se cita al llibre històric d'Emma Dunia Vidal Prades denominat "La Cartoixa de Vall de Crist en la fi de l'Antic Règim"; que la Cartoixa de Valldecrist va posseir terrenys, masies i cases; sota la seva jurisdicció, durant els anys en què va estar vigent.